# 雲紋電鰩
雲紋電鰩（學名：Torpedo sinuspersici），又稱雲紋電鱝，為軟骨魚綱電鰩目電鰩科電鰩屬的一種。分布於西印度洋，從紅海至印度，南至南非海域 ，深度1至200公尺，本魚有一個圓形的胸鰭盤，寬度是長度的84%，尾巴短而粗壯，有兩個小、近三角形的背鰭，第二個背鰭的大小是第一個的四分之三，腹鰭是肉質的，部分融合到椎間盤上，而尾鰭很小，呈寬圓形。眼小，氣孔比眼睛大，邊緣有9-10個乳狀突起，皮膚光滑，嘴寬且有小而尖的牙齒，體上部棕色，在圓盤、腹鰭和尾部有奶油色或白色蟲紋，在體前部和側面有許多奶油色不規則斑點，體長可達130公分，棲息在沿海、河口、珊瑚礁至較深得沙泥底質海域，為底棲性魚類，屬肉食性，以魚類為食，體具有發電器官，用來防禦或捕食，通常單獨活動，繁殖期時會成群出現，卵胎生，雌魚在夏季生產，每次可生產9至22尾幼魚。